# Facet z ogłoszenia
Facet z ogłoszenia (ang. Must Love Dogs) – amerykańska komedia romantyczna z 2005 roku w reżyserii Gary'ego Davida Goldberga. Wyprodukowany przez Warner Bros.
Światowa premiera filmu miała miejsce 21 lipca 2005 roku, natomiast w Polsce odbyła się 9 grudnia 2005 roku.

## Opis fabuły
Nauczycielka Sarah (Diane Lane) po kolejnym nieudanym związku postanawia przestać umawiać się z mężczyznami. Zatroskani bliscy zamieszczają w jej imieniu ogłoszenie na portalu randkowym. Większość spotkań okazuje się nieudana. Wszystko się zmienia, gdy Sarah poznaje Jake'a.

## Obsada
- Diane Lane jako Sarah Nolan
- John Cusack jako Jake Anderson
- Elizabeth Perkins jako Carol Nolan
- Brad William Henke jako Leo
- Stockard Channing jako Dolly
- Christopher Plummer jako Bill Nolan
- Colin Egglesfield jako David
- Ali Hillis jako Christine Nolan
- Dermot Mulroney jako Bob Connor
- Victor Webster jako Eric
- Julie Gonzalo jako June
- Jordana Spiro jako Sherry
- Glenn Howerton jako Michael

i inni.